# Golden (Colorado)
Golden è un centro abitato degli Stati Uniti, capoluogo della contea di Jefferson, nello stato del Colorado. In base al censimento del 2000 la popolazione era di 17 159 abitanti.

## Geografia fisica
Secondo i rilevamenti dell'United States Census Bureau, Golden si estende su una superficie di 23,3 km². Sorge lungo il Clear Creek, alla base del Front Range delle Montagne Rocciose.